# Snake Bay Airport
Snake Bay Airport är en flygplats i Australien. Den ligger i kommunen Tiwi Islands och territoriet Northern Territory, omkring 120 kilometer norr om territoriets huvudstad Darwin. Snake Bay Airport ligger 50 meter över havet. Den ligger på ön Melville Island.
Trakten runt Snake Bay Airport är nära nog obefolkad, med mindre än två invånare per kvadratkilometer.. Genomsnittlig årsnederbörd är 1 786 millimeter. Den regnigaste månaden är januari, med i genomsnitt 484 mm nederbörd, och den torraste är augusti, med 1 mm nederbörd.